# Anastazja Szoszyna
Anastasija Szoszyna (ukr. Анастасія Миколаївна Шошина; ur. 30 listopada 1997 w Charkowie) – polsko-ukraińska tenisistka, mistrzyni Polski w grze podwójnej i mieszanej, halowa mistrzyni Polski w grze pojedynczej i podwójnej, halowa mistrzyni Polski w singlu dziewcząt.

## Kariera tenisowa
W swojej karierze wygrała pięć singlowych oraz dziesięć deblowych turniejów rangi ITF. Najwyżej w rankingu WTA była sklasyfikowana na 381. miejscu w singlu (19 sierpnia 2019) oraz 279. w deblu (2 marca 2020).
W 2018, startując w parze z Weroniką Falkowską, zwyciężyła w mistrzostwach Polski, w finale pokonując Aleksandrę Buczyńską oraz Paulinę Czarnik 6:4, 2:6, 11–9. Rok później razem z Grzegorzem Panfilem została mistrzynią Polski w grze mieszanej. W 2020 po raz drugi w karierze zdobyła deblowy tytuł, startując w parze z Paulą Kanią-Choduń.
W 2020 otrzymała polskie obywatelstwo. W grudniu tego samego roku została zawieszona po wykryciu w jej próbce moczu niedozwolonego środka – stanazololu.

## Finały turniejów rangi ITF
| turnieje z pulą nagród 100 000 $ |
| turnieje z pulą nagród 80 000 $  |
| turnieje z pulą nagród 60 000 $  |
| turnieje z pulą nagród 25 000 $  |
| turnieje z pulą nagród 15 000 $  |
| turnieje z pulą nagród 10 000 $  |

### Gra pojedyncza 8 (5–3)
| Rezultat     |    | Data       | Turniej        | ($)    | Naw.          | Przeciwniczka          | Wynik            |
| Finalistka   | 1. | 23/08/2015 | Las Palmas     | 10 000 | Ceglana       | Marta González Encinas | 4:6, 6:2, 6:7(3) |
| Finalistka   | 2. | 08/11/2015 | Sztokholm      | 10 000 | Twarda (hala) | Julie Gervais          | 1:6, 4:6         |
| Finalistka   | 3. | 08/05/2016 | Győr           | 10 000 | Ceglana       | Wiesna Dołonc          | 3:6, 5:7         |
| Zwyciężczyni | 1. | 05/06/2016 | Szczawno-Zdrój | 10 000 | Ceglana       | Hélène Scholsen        | 6:3, 4:6, 6:4    |
| Zwyciężczyni | 2. | 30/09/2018 | Czarnomorsk    | 15 000 | Ceglana       | Bojana Marinković      | 6:4, 6:1         |
| Zwyciężczyni | 3. | 07/10/2018 | Czarnomorsk    | 15 000 | Ceglana       | Liubow Kostenko        | 6:3, 6:3         |
| Zwyciężczyni | 4. | 11/11/2018 | Szarm el-Szejk | 15 000 | Twarda        | Anna Morgina           | 7:5, 7:5         |
| Zwyciężczyni | 5. | 16/12/2018 | Kair           | 15 000 | Ceglana       | Sandra Samir           | 6:4, 1:6, 6:4    |

### Gra podwójna 16 (10–6)
| Rezultat     |     | Data       | Turniej        | ($)    | Naw.          | Partnerka          | Przeciwniczki                        | Wynik             |
| Zwyciężczyni | 1.  | 10/08/2015 | Las Palmas     | 10 000 | Ceglana       | Olga Brózda        | Chayenne Ewijk Rosalie van der Hoek  | 7:6(8), 3:6, 10–7 |
| Zwyciężczyni | 2.  | 02/11/2015 | Sztokholm      | 10 000 | Twarda (hala) | Olga Brózda        | Deborah Chiesa Valeria Gorlats       | 6:3, 6:2          |
| Zwyciężczyni | 3.  | 21/03/2016 | Szarm el-Szejk | 10 000 | Twarda        | Weronika Kapszaj   | Karin Kennel Despina Papamichail     | 6:1, 6:2          |
| Zwyciężczyni | 4.  | 04/06/2016 | Szczawno-Zdrój | 10 000 | Ceglana       | Olga Brózda        | Maryna Kolb Nadija Kolb              | 6:2, 7:6(4)       |
| Finalistka   | 1.  | 11/07/2016 | Ołomuniec      | 50 000 | Ceglana       | Katharina Lehnert  | Ema Burgić Bucko Jasmina Tinjić      | 5:7, 3:6          |
| Zwyciężczyni | 5.  | 21/08/2016 | Charków        | 10 000 | Ceglana       | Weronika Kapszaj   | Iłona Kremień Ganna Poznikhirenko    | 4:6, 6:4, 11–9    |
| Finalistka   | 2.  | 10/09/2016 | Bucza          | 10 000 | Ceglana       | Weronika Kapszaj   | Iłona Kremień Ganna Poznikhirenko    | 3:6, 2:6          |
| Zwyciężczyni | 6.  | 06/11/2016 | Sztokholm      | 10 000 | Twarda (hala) | Cornelia Lister    | Hilda Melander Paulina Milosavljevic | 7:6(3), 6:2       |
| Zwyciężczyni | 7.  | 04/12/2016 | Antalya        | 10 000 | Ceglana       | Ágnes Bukta        | Ani Wangelowa Caitlyn Williams       | 6:2, 4:6, 10–7    |
| Finalistka   | 3.  | 18/08/2017 | Mrągowo        | 15 000 | Ceglana       | Maia Lumsden       | Angelica Moratelli Jade Suvrijn      | 4:6, 4:6          |
| Zwyciężczyni | 8.  | 07/10/2018 | Czarnomorsk    | 15 000 | Twarda        | Weronika Falkowska | Anastasija Komar Liubow Kostenko     | 6:2, 6:1          |
| Zwyciężczyni | 9.  | 10/11/2018 | Szarm el-Szejk | 15 000 | Twarda        | Anna Morgina       | Elena-Teodora Cadar Jelena Simić     | 7:5, 7:5          |
| Finalistka   | 4.  | 08/12/2018 | Kair           | 15 000 | Ceglana       | Sandra Samir       | Minami Akiyama Wiktorija Dema        | 2:6, 7:6(2), 6–10 |
| Zwyciężczyni | 10. | 04/08/2019 | Kozerki        | 25 000 | Ceglana       | Anna Hertel        | Ulrikke Eikeri Izabełła Szinikowa    | 6:7(6), 6:2, 10–4 |
| Finalistka   | 5.  | 01/09/2019 | Praga          | 25 000 | Ceglana       | Katarzyna Piter    | Suzan Lamens Marina Mielnikowa       | 2:6, 7:5, 8–10    |
| Finalistka   | 6.  | 23/02/2020 | Kair           | 60 000 | Twarda        | Paula Kania-Choduń | Marta Kostiuk Kamilla Rachimowa      | 3:6, 6:2, 6–10    |